# Menlo (Kansas)
Menlo – miasto w Stanach Zjednoczonych, w stanie Kansas, w hrabstwie Thomas.